# ボド語
ボド語（बर'、英語: Bodo language）は、北東インドとネパールに住むボド族が話す言語である。アッサム州の公用語の一つであり、インド憲法の第8付則言語の一つでもある。

## 分布
ボド語はシナ・チベット語族、チベット・ビルマ語派、ボド・ガロ語支に属する言語で、主にアッサム州、西ベンガル州、そしてネパール東部（ジャパ郡）で話されている。自称はいずれの地域においても/bɔɽo ni rau/（ボドの言葉）であるが、別称としてボドまたはボロ (Boro)、メチ (Mech)、メス (Mes)、メチェ (Meche) などがある。
アッサム州のボド語は、アッサム州を流れるブラーマプットラ河北岸を中心に話されており、コクラジャールやボンガイガオン地区の西部方言、バルペタ、ナルバリ、カムルプ、およびダランの一部で話されている東部方言がある。特に西部方言コクラジャール（Kokrajhar）のボド語が標準的なボド語と考えられており、この選挙区からは唯一のボド族出身の国会議員 S. K. Bwismuthiary がいる。また、アッサム州では高等学校レベルまでボド語で受けることが可能である。西ベンガル州ではジャルパイグリやその周辺にボドの居住地があり、この地域のボドはベンガル語とのバイリンガルが多い。ネパールではメチェ語として知られている。
西ベンガル州のボド語およびネパールのメチェ語は非常に似通っている一方、アッサム州のボド語とは子音の発音や文法の点でも違いが存在する。また、アッサム州内のボド語も、地域的に一部子音の発音が異なる。
ボド語はメーガーラヤ州で話されているガロ語（Garo）、ラバ語（Rabha）、ティワ語（Tiwa）、アッサム東部のヒル・カチャリ語（Hill Kachari）、ディマサ語（Dimasa）、バングラデシュのコックボロック語（Kok Borok）などと近い関係にある。

## 文字
ボド語は公式にはデーヴァナーガリー文字を使って表記する。またアッサム文字で表記されたり、ラテン文字を使っていた長い歴史がある。ある研究者は、今は失われたDeodhai文字を使用していたと提案している。
現在、ボド語はデーヴァナーガリー文字で表記されるが、文字の使い方は、サンスクリット語などで使われるのとは異なる部分がある。ボド語独自の母音を表記するために特定の文字に別の音価を与えたり、補助記号を使う。क, ग などの基本子音字は、k, g の子音に加えて[ɔ]の母音を持つものとされる。しかし、基本子音字が語末に来る場合は、この[ɔ]の音価はないものとみなされる。[ɔ]が保持される場合は、'（アポストロフィ）が付加される。例えば、बर 「多い」は[bɔr]となり、ボドをあらわす場合はबर'[bɔɽɔ] になる。また、ओ/ो の文字は、元来の音価は[o]であるが、ボド語では、[ə]～[ɯ]の音をあらわすのに用いられる。